# Paje (Kusini)
Paje è una circoscrizione rurale (rural ward) della Tanzania situata nel distretto di Kusini, regione di Zanzibar Centro-Sud. Conta una popolazione di 3 245 abitanti (censimento 2012).